# Pietro Tenerani
Pietro Tenerini (11. listopadu 1789, Torano, Itálie – 14. prosince 1869, Řím) byl italský sochař.

## Život
Tenerani studoval v na akademií v Carraře a později v Římě jako žák u sochařů Antonia Canovy a Bertela Thorvaldsena. O něco později se stal profesorem na akademii San Luca. V roce 1860 byl jmenován generálním ředitelem muzeí a galerií v Římě. Pochován je v bazilice Santa Maria degli Angeli v Římě, na levé straně chrámu. Pomník jeho ženy Lilly Montebbio se nachází na protilehlé straně.

## Dílo (výběr)
- Pomník papeže Pia VIII. v bazilice svatého Petra.
- Psyché v Pandořině skříňce
- Amor a Venuše